# دينيس كيني
دينيس كيني (بالإنجليزية: Dennis Kinney)‏ هو لاعب كرة قاعدة أمريكي، ولد في 26 فبراير 1952 في توليدو في الولايات المتحدة.

## وصلات خارجية
- دينيس كيني على موقع دوري كرة القاعدة الرئيسي (الإنجليزية)
- دينيس كيني على موقعبيزبول رفرنس.كوم (الدوري الرئيسي) (الإنجليزية)
- دينيس كيني على موقعبيزبول رفرنس.كوم (الدوري الثانوي) (الإنجليزية)